# ياسو تاناكا (أستاذ جامعي)
ياسو تاناكا (باليابانية: 田中靖郎؛ بالكانا: たなか やすお) هو عالم فلك ياباني، ولد في 1931 في أوساكا في اليابان، وتوفي في 18 يناير 2018.